# Pil (geneesmiddel)

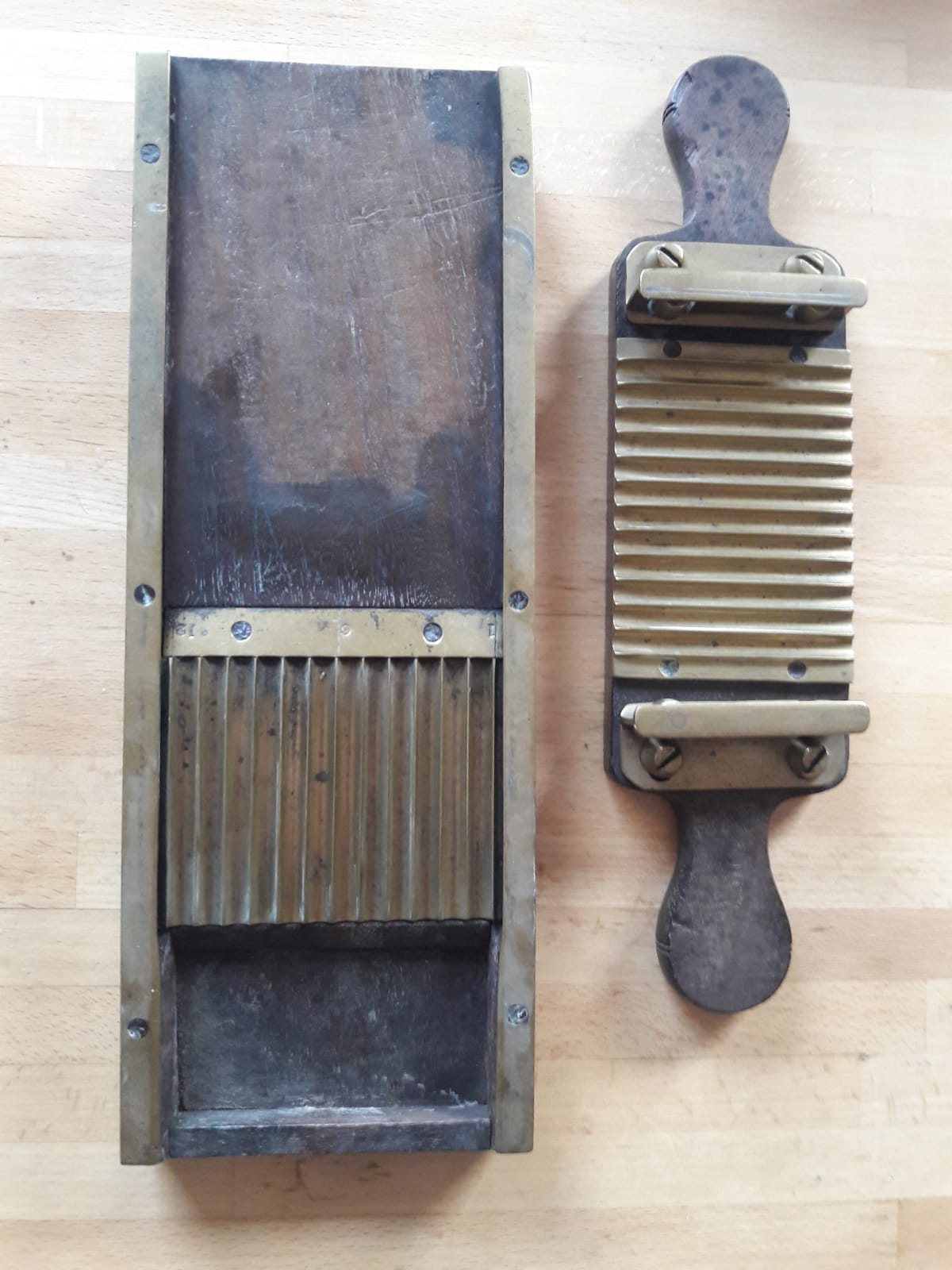
Apothekers pillenplank, bestaand uit rolbord en pillensnijder, circa 1950

De pil is een obsolete toedieningsvorm van geneesmiddelen. De bereiding geschiedde door de gewenste hoeveelheden geneesmiddel in poedervorm te mengen met een mengsel van zoethoutpoeder en gedroogd zoethoutextract en door middel van glycerine hiervan een pasta te maken. Met behulp van een pillenplank, een pillensnijder en een ronder werden van deze massa ronde pillen gedraaid. Deze omslachtige, onnauwkeurige en ook onhygiënische methode is vervangen door tabletten, dragees en capsules. De "pil" als anticonceptiemiddel is in feite geen pil, maar een tablet of dragee.
Een apotheker wordt ook wel een pillendraaier genoemd, evenals de heilige pillenkever.